# Cheilinus abudjubbe
Cheilinus abudjubbe là một loài cá biển thuộc chi Cheilinus trong họ Cá bàng chài. Loài này được mô tả lần đầu tiên vào năm 1835.

## Từ nguyên
Từ định danh abudjubbe bắt nguồn từ Abu djubbe trong tiếng Ả Rập, là tên thông thường của loài cá này dọc theo Biển Đỏ.

## Phạm vi phân bố và môi trường sống
C. abudjubbe được phân bố ở Biển Đỏ và vịnh Aden. Loài này sống trên rạn viền bờ và trong đầm phá, đặc biệt là ở những khu vực có sự phát triển phong phú của san hô và tảo, độ sâu đến ít nhất là 20 m.

## Mô tả
Chiều dài lớn nhất được ghi nhận ở C. abudjubbe là 35 cm. C. abudjubbe nhìn chung có màu xanh lục nâu, thường lốm đốm các vệt trắng nhạt và nâu sẫm trên cơ thể. Vảy cá hai bên thân có các vạch đỏ, cũng như rất nhiều chấm đỏ bao phủ khắp thân. Các chấm đỏ nối thành những vệt sọc ngắn ở đầu và tập trung xung quanh mắt. Trừ vây ngực, các vây còn lại lốm đốm các vệt màu trắng xanh.
C. abudjubbe là loài chị em với Cheilinus chlorourus.

## Thương mại
C. abudjubbe được khai thác trong ngành thương mại cá cảnh.